# American Education: The National Experience, 1783-1876
American Education: The National Experience, 1783-1876(en français, Éducation américaine. L'Expérience nationale (1783-1876)) est un essai de l'historien américain Lawrence Arthur Cremin, publié en 1980 par Harper & Row. Ce livre est le deuxième volume d'une trilogie sur l'histoire des écoles américaines depuis l'indépendance jusqu'en 1876. Ce livre a été récompensé par le prix Pulitzer d'histoire en 1981.

## Éditions
- American Education: The National Experience, 1783–1876, New York, Harper & Row, 1980  (ISBN 978-0060109127).